# Agua Caliente (Salvador)
Ne doit pas être confondu avec Aguacaliente (Cartago).
Pour les articles homonymes, voir Agua Caliente.
Agua Caliente est l'une des municipalités du département de Chalatenango au Salvador.
La municipalité est située à 70 kilomètres de San Salvador et 45 kilomètres de la capitale du département de Chalatenango ; elle a le titre de « villa », mais il n'y a pas de documentation sur la date exacte de cette attribution, sauf que depuis le début du siècle on la mentionne dans les documents officiels.
Selon le recensement de 2007 le village a 8 361 habitants dont une majorité (plus de 75 %) vit dans les zones rurales.